# Ізола (футбольний клуб)
Футбольний клуб «Ізола» (словен. Nogometni Klub Izola) — колишній словенський футбольний клуб з однойменного міста, що існував у 1923—1996 роках.

## Досягнення
- Третя ліга Югославії
  - Чемпіон (1): 1989/90
  - Фіналіст (4): 1978/79, 1981/82, 1982/83, 1988/89.